# Chlorophorus hirsutulus
Chlorophorus hirsutulus là một loài bọ cánh cứng trong họ Cerambycidae.